# Mar de Sibuyán
El mar de Sibuyán (en inglés, Sibuyan Sea) es uno de los mares interiores del archipiélago filipino, un pequeño mar que separa las islas Bisayas de la isla de Luzón, al norte. Está delimitado por la isla de Panay al sur, por Mindoro al oeste, y por la península de Bicol de la isla de Luzón, al norte. La isla de Romblón y la de Sibuyán se encuentran en su interior. Generalmente se considera parte del mar de Filipinas, a su vez parte del océano Pacífico.
Administrativamente, sus aguas y costas pertenecen a Filipinas, a las regiones IV-A (CALABARZON) —provincias de Batangas, Quezón—, IV-B (MIMARO) —Mindoro Oriental, Marinduque y Romblón—, V (Bícol) —Camarines Sur, Albay, Sorsogón y Masbate—y VI (Bisayas Occidentales) —Iloílo, Cápiz, Aclán y Antique. 
En sus aguas tuvo lugar la Batalla del Mar de Sibuyan, el 24 de octubre de 1944, durante la Segunda Guerra Mundial en la que se hundió el acorazado japonés Musashi.
- Datos: Q594834
- Multimedia: Sibuyan Sea / Q594834